# Биволари (етническа група)
Биволарите, наричани също дан-колари, са малка циганска група в България в средата на XX век.
Сведенията за тях са главно от полицейски доклади. За пръв път се споменават през 1929 година, но повечето свидетелства за тях са от 40-те и 50-те години. Биволарите идват в България от района на Димотика и Софлу в Западна Тракия, мюсюлмани са и говорят гръцки и турски. Те чергаруват из страната на групи от по 4 – 5 волски коли (откъдето идва името им), като поддържат постоянна връзка помежду си и няколко пъти годишно се събират в Пловдивско.
Полицията активно следи биволарите заради тяхната особено активна и брутална престъпна дейност – те често извършват обири и грабежи, в много случаи съпътствани от нападения и убийства, включително срещу милиционери. Трудност за властите е изключителната затвореност и солидарност на групата, която почти не поддържа контакти с други хора. През 1948 година е заловена група от около 30 биволари, извършили 100 взломни кражби, 27 разбивания на каси и 7 убийства. По това време биволарите често крадат дефицитните вълнени и копринени платове.
През 50-те години милицията разглежда възможността за експулсирането на биволарите в Гърция, тъй като те нямат българско гражданство. През 1957 година принудително са им издадени паспорти, като броят им е установен на около 300 души. След забраната на чергаруването малко по-късно биволарите се установяват в „Столипиново“ в Пловдив, а след това се изселват към няколко села в Плевенско.